# Martinha
Martha Vieira Figueiredo Cunha (née le 30 juillet 1947 à Belo Horizonte) est une chanteuse brésilienne. Elle est surnommée « Queijinho de Minas » par Roberto Carlos. Elle se fait connaître à l'époque de la Jovem Guarda, en participant à des programmes musicaux et à des interviews sur les plus grandes chaînes de télévision.

## Biographie
Fille unique, elle fredonne dès son plus jeune âge des chansons qu'elle a composées. Elle apprend à jouer du piano à l'âge de cinq ans. Elle est la fille de Dona Ruth, la célèbre Candinha, qui écrivait la rubrique Mexericos da Candinha à l'âge d'or de la Revista do Rádio, éditée par le journaliste Anselmo Domingos, entre 1948 et la fin des années 1960. Elle commence sa carrière en 1966, en participant au mouvement Jovem Guarda et en étant affectueusement annoncée par Roberto Carlos lors des présentations de l'émission comme Queijinho de Minas. Son premier succès est sa propre composition, Eu te amo mesmo assim, enregistrée la même année sur un seul album, qui comprenait également la chanson Quem disse adeus agora foi eu.
Son grand succès est Eu daria a minha vida, enregistré en 1968. La chanson est également interprétée par Roberto Carlos, ainsi que 4 000 autres enregistrements. Tout au long de sa carrière, qui débute en 1966 et se déroule au Brésil et à l'étranger, elle compte 23 33 tours, qui se sont vendus à 3 millions d'exemplaires. Elle connait un grand succès en Amérique latine avec des chansons telles que Hoy daria yo la vida, Llueve, Aquí, Agua Caliente, Que Homem é Esse, et Secretos, entre autres.
Elle remporte tous les prix possibles dans son pays et bien d'autres à l'étranger. En tant qu'autrice-compositrice, elle connait un grand succès avec les chanteurs de Jovem Guarda et de sertanejo.
Remarquée à la fois comme chanteuse et comme autrice-compositrice, elle fait enregistrer plusieurs de ses œuvres par des artistes connus dans son pays, comme Nicoletta en France, Imelda Muller au Mexique, Claudia et Fausto en Colombie, Marisa Sania et Ornella Vanoni en Italie. En Espagne, elle est également la productrice du premier album de Julio Iglesias pour le Brésil, y compris les reprises.

## Discographie
- 1967 : Eu Te Amo Mesmo Assim (Rozenblit)
- 1968 : Martinha
- 1969 : Martinha (Copacabana)
- 1970 : Presentando A Martinha (UA Latino)
- 1970 : Martinha (Copacabana)
- 1971 : Otra Vez (United Artists Records)
- 1972 : Martinha
- 1974 : Como Antigamente
- 1977 : Amigos Y Amantes (Alhambra)
- 1978 : Eu Quero A América Do Sul (RCA)
- 1981 : Como É Que Vai Ficar? (Continental)
- 1986 : Martinha (3M)
- 1987 : Aos Amigos, Aos Amantes, A Você
- 1988 : Martinha (Continental)
- 1989 : Martinha (3M)